# Sylvia Nooij
Sylvia Nooij (* 9. November 1984 in Amsterdam; † 8. Juli 2017) war eine niederländische Fußballspielerin.

## Karriere

### Verein
Nooij begann ihre Karriere beim RKSV DCG. Von dort ging sie 1994 in die Jugend des Amsterdamer Vereines SC Buitenveldert und wurde hier 2000 zum Senior. Nach vier Jahren auf Seniorenebene bei Buitenveldert wechselte sie 2004 zu Ter Leede Sassenheim. Mit Ter Leede holte sie 2006/07 das Double aus Pokalsieg und Meisterschaft. Nach dem Double wechselte sie innerhalb der Eredivisie zu ADO Den Haag. In der Saison 2011/12 wurde sie Double-Siegerin mit ADO und ein Jahr später wiederholte sie den Pokalsieg. Nach dem Pokalsieg 2014 verließ sie die Niederlande und wechselte zu den US-amerikanischen Dayton Dutch Lions FC aus Ohio. Nach einer Spielzeit kehrte sie in die Niederlande zurück und spielte ein halbes Jahr erneut bei ADO Den Haag, bevor sie im Sommer 2015 sich ihren ehemaligen Jugendverein SC Buitenveldert anschloss, für den sie bis zu ihrem Tod 2017 auflief.

### Nationalmannschaft
Am 7. März 2009 debütierte Nooij, mit 25 Jahren, in der niederländischen Frauen-Nationalmannschaft gegen  Kanada. Die Abwehrspielerin spielte von 2009 bis 2012 in sechs A-Länderspielen für die Niederlande.

### Als Trainerin
Nach ihrer Rückkehr aus den USA in die Niederlande 2014 wurde sie Co-Trainerin der U-17 von ADO Den Haag.

## Persönliches
Von 2013 bis 2014 arbeitete sie für Bureau Jeugdzorg, das niederländische Jugendamt, in Leiden.

## Tod
Am 8. Juli 2017 erlitt Nooij einen epileptischen Anfall, dem sie im Alter von 32 Jahren erlag. Ihr zu Ehren erinnerten niederländische Fans beim Europameisterschafts-Auftaktsspiel der Niederlande gegen Norwegen mit stehenden Ovationen in der 32. Minute (das Alter von Nooij) an ihre verstorbene Nationalspielerin.

## Erfolge
- Niederländische Meisterin: 2006/07, 2011/12
- Niederländische Pokalsiegerin: 2006/07, 2011/12